# Nicolae Bălcescu (Constanța)
Nicolae Bălcescu é uma comuna romena localizada no distrito de Constanța, na região de Dobruja. A comuna possui uma área de 147.26 km² e sua população era de 5046 habitantes segundo o censo de 2007.